# ロータス・スーパーオフィス
ロータス・スーパーオフィス (英語: Lotus SuperOffice) はロータスのオフィススイートである。日本以外での製品名はロータス・スマートスイート (英語: Lotus SmartSuite) 。
1992年にロータス社より発売され、1995年のIBMによるロータス社買収後はIBMのソフトウェアブランドのロータス製品となったが、2013年に開発終了した。なお日本では2004年よりソースネクストが販売。

## 名称
日本以外の市場での製品名は「SmartSuite」（読み：スマートスイート）だが、日本市場のみ「スーパーオフィス (SuperOffice)」とされたのは、「スマートスイート」では、マイクロソフトのオフィス製品の対抗製品であるということが分かりにくい、マイクロソフトオフィスより優れた製品であることをアピールしたいということが理由である。

## 概要
ロータスの主力製品の一つである表計算ソフト「Lotus 1-2-3」（ワン・ツー・スリー）を中心に、ワープロソフト「ワードプロ」(WordPro)、プレゼンテーションソフト「フリーランス」(Freelance)、個人情報管理ソフト「オーガナイザー」(Organizer)、関係データベース「アプローチ」(Approach) などを組み合わせたもので、Lotus Windows Officeの後継製品として1993年に発売された。その後、スーパーオフィスR2、スーパーオフィス96、スーパーオフィス97、スーパーオフィス2000、スーパーオフィス2001とバージョンアップを続けた。バージョンアップにおいては、競合の「Microsoft Office」（マイクロソフト社）との差別化を図るため、画面録画ソフト「スクリーンカム」、デスクトップ統合管理ツール「スマートセンター」、グループウェア「パーソナル・ノーツ」、「Netscape Navigator」などの同梱も行った。
ロータス・スーパーオフィス全体の特長のひとつに、「インフォボックス」と呼ばれる設定画面があった。編集に際して、属性や設定を変更する場合、ほとんどの製品では、OKボタンをクリックするなどして設定画面を確定するまで、その結果を確認できなかったが、インフォボックスにはOKボタンがなく、変更した内容は即座に反映されたため、作業の効率向上に大きく貢献した。インフォボックスのような機能は、後にMicrosoft Officeの「作業ウィンドウ」やOpenOffice.orgの「ナビゲータ」および「スタイリスト」として、他の製品にも実装されるようになった。
1995年のIBMによるロータス社買収後は、IBMのロータスブランド製品に位置づけられ、IBMなど大手パーソナルコンピュータメーカーの製品に同梱される事もあったが、徐々に競合製品のMicrosoft Officeが普及していった。
IBMの最後の製品は2001年発表の「Lotus SuperOffice 2001」となった。そしてマイクロソフトによるWindows XPのサポート終了にともない、スーパーオフィスと単品販売の1-2-3、オーガナイザーの営業活動を2013年9月11日には終了し、2014年9月30日にサポートも終了することが発表された。
しかし日本では2004年以降、コンピュータソフトウェアの低価格流通を手掛けるソースネクストが「Lotus SuperOffice」名称で販売（サポートは日本IBM）。
なお2007年から2013年にかけて、IBMはOpenOffice.orgをベースとした Lotus Symphony という名称の無料統合ソフトを配布した。

## 構成要素
ロータス・スーパーオフィスは、以下のアプリケーションで構成された。
- ロータス 1-2-3 - 表計算ソフト
- ロータス・ワードプロ（英語版） (Lotus WordPro) - ワープロソフト（「アミプロ」 (AmiPro) の後継）
- ロータス・フリーランス（英語版） (Lotus Freelance) - プレゼンテーションソフト
- ロータス・アプローチ (Lotus Approach) - 関係データベース
- ロータス・オーガナイザー（英語版） (Lotus Organizer) - 個人情報管理ソフト
- ロータス・スクリーンカム - パソコン画面動作録画ソフト
- ロータス・スマートセンター - デスクトップ統合管理ツール
- ロータス・ノーツ - 個人用ノーツ
- Netscape Navigator - インターネットブラウザ

## バージョン
英語版（Windows版）のバージョンは以下の通り。
- 1994年 - SmartSuite 2.1 (Ami Pro 3.0、1-2-3 4.0、Freelance Graphics 2.0、Approach 2.0、Organizer 1.1)
- 1995年 - SmartSuite 3.1 (Lotus 1-2-3 ver. 5、Approach 3.0, Ami Pro 3.1、Freelance Graphics 2.1、Organizer 2.1、ScreenCam 1.1) - Windows 3.11用[4]
- 1995年 - SmartSuite 4.0 (Windows 3.11) [5]
- 1996年 - SmartSuite 97 (1-2-3 97, Word Pro 97, Approach 97, Freelance Graphics 97, Organizer 97, ScreenCam 4.0 and SmartCenter) - Windows 95、Windows NT 4.0用
- 1997年 - SmartSuite 4.5 (Word Pro 97 Edition for Windows 3.1) - Windows 3.11用  [6]
- 1999年 - SmartSuite Millennium Edition (9.5) - (Organizer 5.0, Fastsite release 2, WordPro Millennium Edition, 1-2-3 Millennium Edition, Freelance Graphics Millennium Edition, Approach Millennium Edition, SmartCenter and ScreenCam)
- 2002年 - SmartSuite Millennium Edition 9.8 （最終バージョン）

## その他
日本ではOASYS SuperOffice（富士通）に本ソフトウェア群のカスタマイズ版（ワードプロを除く）が搭載された。